# Øster Hassing Kirke
Øster Hassing Kirke er beliggende i Øster Hassing i Øster Hassing Sogn i Aalborg Stift. Kirken er opført i 1880 og tegnet af arkitekt J.E. Gnudtzmann som også har tegnet Vor Frue Kirke, Aalborg. Der er 200 siddepladser i kirken.
Kirkens prædikestol menes at stamme fra ca. år 1600. Den bærer 6 billedudskæringer der forestiller 6 højdepunkter i Jesu liv og gerning: Jesu fødsel, Jesu dåb, korsfæstelsen, opstandelsen, himmelfarten og Jesus som verdens Herre.
Døbefonten har tidligere stået i den gamle kirke.
Øster Hassing kirke har 2 kirkeklokker. Den største og ældste, der formentlig stammer fra 1846, er overført fra den gamle kirke. Den mindre klokke er fra 1966.
Ca. 1 kilometer vest for den nuværende kirke ligger den gamle kirkegård, hvor også den gamle kirke tidligere lå.
Jens Jacob Jensen har været ansat som sognepræst i både Øster Hassing og Gåser sogn i mange år.